# Tornos forsythae
Tornos forsythae là một loài bướm đêm trong họ Geometridae.